# IC 2482
IC 2482 ist eine elliptische Galaxie vom Hubble-Typ E im Sternbild Wasserschlange, südlich des Himmelsäquators. Sie ist etwa 149 Millionen Lichtjahre von der Milchstraße entfernt.
Das Objekt wurde am 14. März 1899 von dem US-amerikanischen Astronomen Herbert Howe entdeckt.